# Teng Fanglan
En aquest nom xinès, el cognom és Teng.
Teng Fanglan, formalment coneguda com a Emperadriu Teng, va ser una emperadriu de Wu Oriental durant el període dels Tres Regnes de la història xinesa. Ella va estar casada amb Sun Hao, el quart i últim emperador de Wu Oriental.